# 장이탕

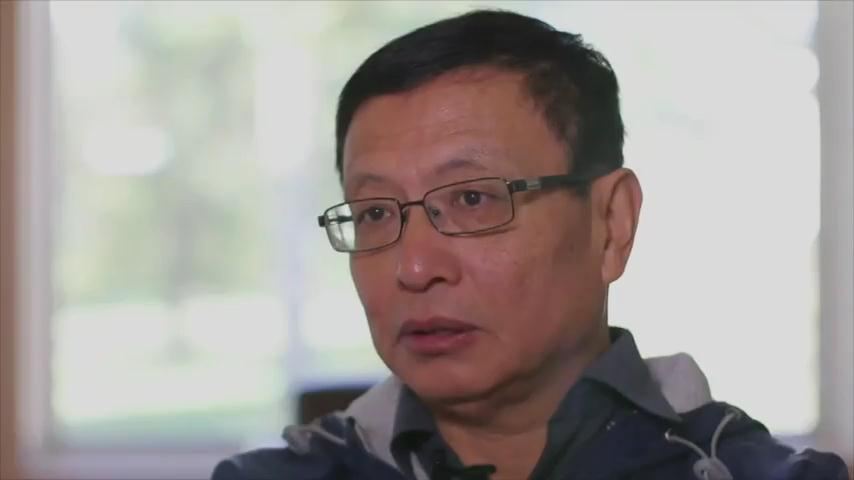
2014년의 장이탕.

장이탕(중국어: 张益唐, 영어: Yitang Zhang, 1955년 ~ )은 중화인민공화국 출신으로, 미합중국에서 활동하는 수학자이다. 또한 2013년 수학 연보에 투고한 논문에서 7천만 이하의 간격을 가진 소수쌍이 무한히 많음을 증명하여 소수 간극 및 쌍둥이 소수 추측 등의 연구에 크게 공헌하였다.

## 생애
장이탕은 1955년 중화인민공화국 저장성 핑후시에서 태어났다. 그는 어릴적부터 피타고라스의 정리를 스스로 터득하는 등 수학에 재능을 보였다. 그러나 1966년부터 일어난 문화대혁명으로 인해 시골 지역으로 보내져 10년 간 노동하며 고등학교에도 진학하지 못하였다.
문화 대혁명이 끝난 후 1978년에야 베이징 대학에 입학하여 수학을 공부하고 1982년 졸업했다. 석사 학위를 받은 이후 대학 총장이던 칭화 대학 출신의 딩스쑨의 추천으로 1985년 퍼듀 대학에 유학하게 되었고, 1991년 박사 학위를 취득했다.
졸업 이후 장이탕은 마땅한 직업을 찾는 데 어려움을 겪었는데, 박사과정의 지도 교수이던 모(Moh) 교수와의 불화가 큰 원인이었다는 주장도 있다. 그는 수년간 차 안에서 생활하며 모텔이나 패스트푸드점 등 잡역을 전전하였다. 그러다가 1999년 뉴햄프셔 대학교에서 강사직을 얻어 학계에 복귀할 수 있었다.
2013년 수학 연보에 소수 간극에 관한 논문을 투고하였는데, 이는 7천만 이하의 간극을 가지는 소수쌍이 무한히 많이 존재한다는 결과로, 소수 간극의 하극한의 상한을 최초로 유한하게 특정한 결과였다. 또한 이는 쌍둥이 소수 추측의 연구에도 큰 진척을 이루는 결과였다. 이 결과로 그는 수학계의 주목을 받게 되었고 미국의 대학과 중화인민공화국 산둥 대학 등을 오가면서 현재 수학 교수로 활동 중이다.

## 같이 보기
- 소수 간극
- 쌍둥이 소수 추측